# Tour Joffre Saint-Thiébaut
La tour Joffre Saint-Thiébault est un immeuble de grande hauteur situé dans le centre-ville de Nancy, au sein du département de Meurthe-et-Moselle, en région Lorraine.
Elle a été labellisée « Patrimoine du XXe siècle » en 2015.

## Situation
La tour est située administrativement au sein du quartier Charles III - Centre Ville. Elle est localisée au 13/15 boulevard Joffre, à l'angle de la rue Saint-Thiébaut, entre la gare et le centre commercial Saint-Sébastien.

## Histoire

### Construction
La tour a été conçue selon les plans d'Henri Prouvé et par les ingénieurs Rigard, Pierre et Jolliot. Sa construction a débuté en 1960 sur un terrain cédé en 1959 par la municipalité à une société immobilière. Les travaux furent menés par l'Entreprise Ganaye de Travaux Publics. 
Elle fut habitée à partir de 1963.

### Incendie de 1982
La tour fut le théâtre, le 2 juillet 1982, d'un incendie d’origine criminelle qui provoqua la mort d'une personne. 

## Architecture
La tour est un immeuble de grande hauteur, de 24 étages avec 2 étages souterrains, faisant 80 mètres de hauteur. Elle est de style international et est fabriquée avec des matériaux composites. Cette tour, en forme de H, est entourée par un deuxième bâtiment, la « galette », de 2 ou 3 niveaux.